# Pseudotocepheus pauliensis
Pseudotocepheus pauliensis är en kvalsterart som beskrevs av Pérez-Íñigo och Baggio 1993. Pseudotocepheus pauliensis ingår i släktet Pseudotocepheus och familjen Tetracondylidae. Inga underarter finns listade i Catalogue of Life.